# 阿戈戈
阿戈戈（英語：Agogo）是加納阿散蒂地區的城市，位於阿散蒂地區首府庫馬西以東80公里，2000年人口28,271。

## 友好城市
- 美国勞德代爾堡[2]

## 外部連結
- Agogo Presbytarian Hospital （页面存档备份，存于）